# Tithonia fruticosa
Tithonia fruticosa là một loài thực vật có hoa trong họ Cúc. Loài này được Canby & Rose miêu tả khoa học đầu tiên năm 1891.